# Nicanor (hijo de Parmenión)
Nicanor (en griego Nικάνωρ; fallecido en 330 a. C.), hijo de Parmenión, era un distinguido oficial al servicio de Alejandro Magno. Se lo menciona por primera vez en el paso del río Danubio, durante la expedición de Alejandro contra los getas (335 a. C), en la que dirigió la falange. Pero durante la expedición de Asia parece que sobre todo ocupó el cargo de comandante en jefe del cuerpo de tropas llamado hipaspistas o soldados de a pie, compuesto de tres unidades de 1000 hombres. 
Su hermano Filotas tenía un cargo también en los Hetairoi, o guardia real a caballo. También mencionan a Nicanor en las tres grandes batallas del Gránico, Issos y Gaugamela. Después acompañó a Alejandro con una parte de sus tropas bajo sus órdenes, en la rápida marcha del rey persiguiendo a Darío III Codomano (330 a. C.); este fue probablemente su último servicio al rey, pues murió enfermo poco después, mientras Alejandro avanzaba hacia Bactria. Su muerte en tales circunstancias fue considerada un evento afortunado, porque le impidió participar tanto en los planes como en el destino de su hermano Filotas, asesinado por conjurador.